# Quảng Thắng
Quảng Thắng là một phường thuộc thành phố Thanh Hóa, tỉnh Thanh Hóa, Việt Nam.

## Địa lý
Phường Quảng Thắng nằm ở phía tây nam thành phố Thanh Hóa, có vị trí địa lý:
- Phía đông giáp phường Đông Vệ
- Phía tây giáp phường An Hưng
- Phía nam giáp phường Quảng Thịnh và xã Đông Vinh
- Phía bắc giáp phường An Hưng và phường Đông Vệ.

Phường Quảng Thắng có diện tích 3,59 km², dân số năm 2012 là 14.500 người, mật độ dân số đạt 4.039 người/km².

## Lịch sử
Trước đây, Quảng Thắng là một xã thuộc huyện Quảng Xương.
Ngày 28 tháng 8 năm 1971, xã Quảng Thắng được sáp nhập vào thị xã Thanh Hóa.
Ngày 19 tháng 8 năm 2013, Chính phủ ban hành Nghị quyết số 99/NQ-CP thành lập phường Quảng Thắng thuộc thành phố Thanh Hóa trên cơ sở toàn bộ diện tích và dân số của xã Quảng Thắng.

## Hành chính
Phường Quảng Thắng được chia thành 8 dân phố: Hải Thượng Lãn Ông, Yên Biên, Vệ Yên 1, Vệ Yên 2, Vệ Yên 3, Vệ Yên 4, Phù Lưu 1, Phù Lưu 2.